# HD 139139
HD 139139 (также известен как EPIC 249706694) — двойная звезда, представляет собой двойную систему звезд главной последовательности, расположенных на расстоянии около 350 световых лет (110 парсек) от Земли в созвездии Весов.

## Характеристики
Наибольшим компаньоном HD 139139 является жёлтый карлик, немного больше и ярче Солнца и при почти идентичной температуре. Видимая звёздная величина 9.8. Звезда-компаньон, как полагают, является оранжевым карликом спектрального класса К5 на расстоянии 3" от HD 139139. Она имеет температуру между 4100 К и 4300 К. Обе звезды имеют одинаковое движение. Это означает, что они могут образовывать гравитационно-связанную двойную звёздную систему.
HD 139139 показывает уменьшение яркости, подобное тем, которые вызваны транзитом планет земной группы. Космический телескоп "Кеплер" обнаружил 28 падений яркости за период 87 дней (23 августа - 20 ноября 2017 года).

## Наблюдения
HD 139139 был идентифицирован как необычная звёздная система двумя группами независимых наблюдателей (астрономов-любителей), работающих в сотрудничестве с профессиональными астрономами. HD 139139 является одной из 0,5% звезд, способных наблюдать транзит с Земли, по словам Эндрю Вандербурга.